# Marketing-Mix

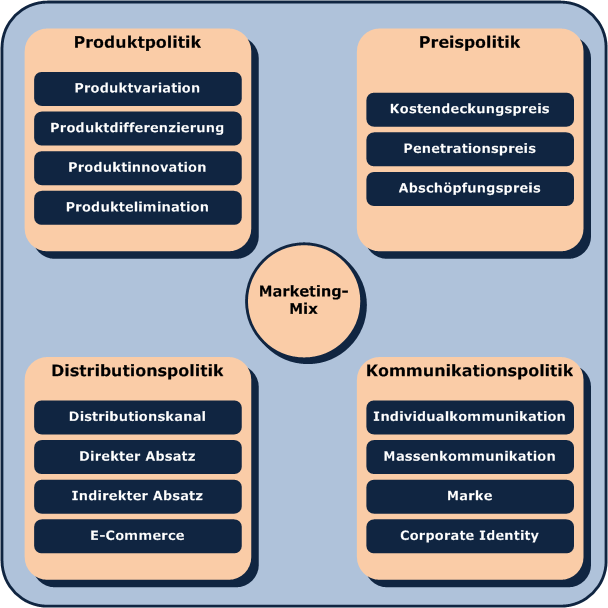
Die vier Instrumente des Marketing-Mixes: Produktpolitik, Preispolitik, Distributionspolitik und Kommunikationspolitik

Mit dem Marketing-Mix werden Marketingstrategien oder Marketingpläne in konkrete Aktionen umgesetzt. Die vier klassischen Instrumente des Marketing-Mix sind die sogenannten „vier P“ (4P) – englisch für Product, Price, Place, Promotion (dies entspricht im Deutschen der Produkt-, Preis- (bzw. Konditionen- oder Kontrahierungs-), Vertriebs- und Kommunikationspolitik) und „vier C“ – englisch für Commodity (Ware), Cost (Kosten), Communication (Kommunikation), Channel (Kanal) im 7Cs Compass Model.
Diese Einteilung wurde erstmals um 1960 von E. Jerome McCarthy vorgeschlagen.
Manche Autoren fügen weitere „Ps“ wie zum Beispiel People/Personal, Processes oder Physical Facilities (physisches Umfeld) zu dieser Definition hinzu, insbesondere für das Dienstleistungsmarketing, das in vieler Hinsicht anders als das klassische Produktmarketing sein muss.
Beispiele:
- ein hochinnovatives Mobiltelefon (Produkt), das hochpreisig (Preis) nur über einen Mobilfunk-Anbieter vertrieben wird (Distribution) und über intensive Öffentlichkeitsarbeit, Fernsehwerbung und Internet-Seiten beworben wird (Kommunikation), oder
- eine mit Test „sehr gut“ ausgezeichnete Standard-Margarine (Produkt), die günstig (Preis) als Eigenmarke im Lebensmittel-Discount vertrieben wird (Distribution) und gelegentlich in Angebotsflyern im Markt oder per Hausverteilung beworben wird (Promotion).

## Die klassischen 4 Säulen (1960)

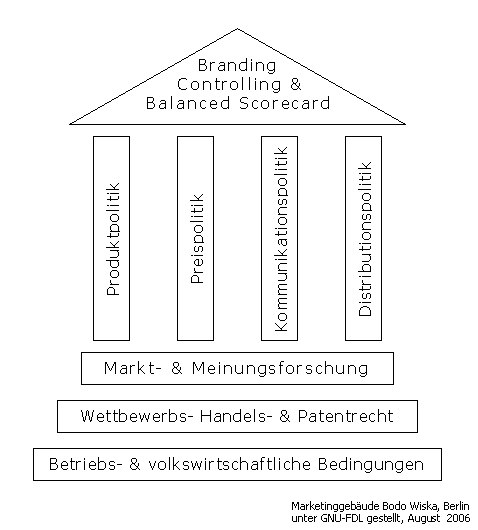
Die klassischen Funktionen des Marketing-Mix als tragende Säulen von Teilen der Unternehmensführung auf der Grundlage etwaiger relevanter mikro- und makroökonomischer Determinanten

### Produktpolitik (Product)
Die Produkte oder Dienstleistungen, die ein Unternehmen anbietet, stellen den Kern der gesamten Unternehmensaktivitäten dar und bilden die Basis jedes unternehmerischen Erfolgs. Die Produktpolitik umfasst alle Überlegungen, Entscheidungen und Handlungen, die in unmittelbarem Zusammenhang mit der Kombination und Variation der Eigenschaften des Produktes oder der Dienstleistung stehen. Hierzu zählen vor allem die Sortimentsplanung, Qualität und Service, aber auch Verpackung, Markierung und Produktgestaltung sowie weitere produktbegleitende Dienstleistungen.
Als wesentliche Kategorien der Produktpolitik bzw. des Produktmanagements gelten das Innovationsmanagement, das Management etablierter Produkte und das Markenmanagement.
Zwei Aspekte sind für die Produktinnovationen von besonderer Bedeutung: Angebotsbreite und Angebotstiefe. Unternehmen, die ein breitgefächertes Angebot anbieten, werden auch als Generalisten bezeichnet. Die Angebotstiefe hingegen beschreibt die unterschiedlichen Arten und Variationen eines bestimmten Angebots. Unternehmen, die ihren Schwerpunkt auf ein tiefes Angebot gelegt haben, bezeichnet man im Allgemeinen als Spezialisten, solche mit einem sehr breiten Angebot als Komplett-Anbieter.

### Preispolitik (Price)
Die Preispolitik umfasst alle Entscheidungen und Vereinbarungen über das Entgelt des Leistungsangebotes, über mögliche Rabatte sowie Lieferungs-, Kredit- und Zahlungsbedingungen. Hinzu kommen Maßnahmen zur Durchsetzung von preispolitischen Zielen am Markt.
Als zentraler Aspekt kann festgehalten werden, dass sich der Preis immer nach dem Markt richtet, der aus den Komponenten Anbieter, Nachfrager und Wettbewerber besteht. Allerdings sollten neben der unumgänglichen Orientierung am Markt auch die Kosten berücksichtigt werden, da Unternehmen darauf angewiesen sind, mit ihren Produkten und Leistungen Gewinn zu erzielen.
Die zwei wesentlichen Gestaltungsmöglichkeiten für den Unternehmer in Bezug auf die Preispolitik sind das Preisniveau und die Preisdifferenzierung.

### Kommunikation (Promotion)
Ein eigener Bereich des Marketing-Mix ist die Politik der Kommunikation. Darunter versteht man Ziel- und Maßnahmenentscheidungen zur einheitlichen Gestaltung aller das Produkt betreffenden Informationen (Unternehmenskommunikation und -erscheinungsbild). Die wesentlichen Instrumente der Kommunikationspolitik sind Werbung, Verkaufsförderung, persönlicher Verkauf, Sponsoring, Messen, Veranstaltungen und Öffentlichkeitsarbeit. Die Kommunikationspolitik wird auch beeinflusst durch die Kommunikation der Kunden untereinander.
Eine gut strukturierte und explizit durchdachte Kommunikationspolitik stellt die Basis für Kundenvertrauen und -zufriedenheit dar. Oberstes Ziel des Marketing-Mix ist die langfristige Kundenbindung. Über die Kanäle Social Media, PR, TV-Werbung, Affiliate Marketing und einzelne Bereiche der Suchmaschinenoptimierung kann die Zielgruppe spezifisch angesprochen werden. Die Vernetzung der Kanäle untereinander stärkt die Kommunikationspolitik und zeigt das Potential des Marketing-Mixes.

### Vertriebspolitik (Place)
Unter der Distributions- oder Vertriebspolitik werden alle Entscheidungen und Handlungen des Unternehmens im Zusammenhang mit dem Weg eines Produktes oder einer Dienstleistung vom Anbieter zum Endverbraucher getroffen. Beispielsweise stellt sich im Handel die Frage, ob die Produkte in einer klassischen Verkaufsstätte (PoS, Geschäft) verkauft werden oder ob die Ware direkt zum Kunden gebracht wird (wie z. B. bei Versandhäusern, die die Ware direkt zum Kunden nach Hause schicken). Die verschiedenen Möglichkeiten der Distributionspolitik schließen sich gegenseitig nicht aus. Häufig bestehen mehrere Optionen parallel. Die langfristige Planung und Umsetzung der Vertriebspolitik einschließlich der Auswahl der Vertriebswege und Vertriebspartner sowie der Gestaltung der Kundenbeziehungen erfolgt im Rahmen der Vertriebsstrategie.

## Vier Cs in 7Cs Compass Model (1973)
Nachdem Koichi Shimizu 1973 ein 4Cs Model entwickelt hatte, wurde es 1979 zum 7Cs Compass Model ausgebaut.

### 7Cs Compass Model
- (C1) (Corporation) Vereinigung – Der Kern der vier Cs ist das Unternehmen (auch Non-Profit-Organisationen), da dort die Marketing-Entscheidungen getroffen werden. Im Unternehmen spielen Wettbewerber, die Organisation und Stakeholder eine wichtige Rolle, die zu berücksichtigen ist.

Die nächsten vier Elemente im 7Cs Compass Model sind die Vier Cs (Commodity) Ware, (Cost) Kosten, (Communication) Kommunikation, (Channel) Kanal als Entsprechung für die vier Ps. Dabei wird mit den 4Cs der Blickwinkel des Kunden bzw. Konsumenten eingenommen.
- - Product → (Commodity) Waren: Co-Creation-Waren und -Dienstleistungen．
  - Price → (Cost) Kosten: Marketingkosten, globale Umweltkosten Werbung.
  - Promotion → (Communication) Kommunikation: Eng in der Werbung. Werbung, Verkaufsförderung usw.
  - Place → (Channel) Kanal: Vertriebskanal, Verschmelzung von physischen Geschäften und dem Internet.

- (C2) (Commodity) Ware: die Waren und Dienstleistungen, die die Kunden bzw. Konsumenten zur Befriedigung Ihrer Bedürfnisse benötigen.
- (C3) (Cost) Kosten: die Kosten des Einkaufs und weitere Kostenaspekte, die für Kunden bzw. Konsumenten relevant sind (z. B. soziale Kosten).
- (C4) (Communication) Kommunikation: nicht auf die reine Marketing-Kommunikation beschränkt, sondern umfasst jegliche Kommunikation, die den Kunden bzw. Konsumenten erreicht.
- (C5) (Channel) Kanal: Distributionskanäle, über die der Kunde bzw. Konsument die Waren und Dienstleistungen erhalten kann.

- (C6) (Consumer) Verbraucher und Kunden

Die Faktoren für die Konsumenten haben eine Entsprechung zu den Himmelsrichtungen.
- - Norden/North = Bedürfnisse (engl. Needs)
  - Westen/West = Wollen (engl. Wants) im Sinne von konkreten Bedürfnissen, zu deren Befriedigung eine bestimmte Ware erwartet wird.
  - Süden/South = Sicherheit (engl. Security)
  - Osten/East = Verbraucherausbildung (engl. Education)

- (C7) (Circumstances) Umgebung

Beschreibt verschiedene, nicht kontrollierbare Umgebungsfaktoren, die die Unternehmen umgeben. Auch hier werden den Himmelsrichtungen entsprechend die Faktoren benannt.
- - Norden/North = nationale und internationale (politische, gesetzliche und ethische) Umgebung
  - Westen/West = Wetter
  - Süden/South = soziale und kulturelle Umgebung
  - Osten/East = (Economic) wirtschaftliche Umgebung

Am 7Cs Compass Model wird kritisiert, dass es nur wenig Neues im Vergleich zu den 4Ps bringt, außer einen veränderten Blickwinkel. Die Einbindung des Konsumenten in den Marketing-Mix wurde insbesondere kritisch gesehen, da die Konsumenten ein Ziel des Marketing darstellen, während die anderen Elemente Taktiken darstellen.

## Vier Cs von Lauterborn (1990)
Robert F. Lauterborn hat 1990 eine Vier Cs Klassifikation vorgeschlagen, die eine verbraucherorientiertere Version der vier Ps ist. Dabei wird versucht, die Entwicklung vom Massenmarketing hin zum Nischen-Marketing besser abzubilden.
- - Product → (Consumer) Verbraucher
  - Price → (Cost) Kosten
  - Promotion → (Communication) Kommunikation
  - Place → (Convenience) Bequemlichkeit

### (Consumer) Verbraucher
Ein Unternehmen kann nur verkaufen, was der Verbraucher spezifisch kaufen will. Daher sollte das Unternehmen untersuchen, welche Produkte vom Konsumenten nachgefragt werden, um diese anzubieten und den Konsumenten zum Käufer zu machen.

### (Cost) Kosten
Der Preis ist nur ein Teil der Gesamtkosten für den Konsumenten, um sein Wollen oder sein Bedürfnis zu befriedigen. In die Gesamtkosten gehen auch nicht-unmittelbare Kostenbetrachtungen ein. Dies sind zum Beispiel die Kosten der Zeit, die für die Auswahl und den Erwerb entstehen, Kosten des Gewissens durch das Verbrauchen davon (unmittelbare Betrachtung und Bewertung der Auswirkung der Verwendung durch den Konsumenten) oder sogar Kosten der Schuld, „für die Kinder nicht zu handeln“ (langfristige Betrachtung und Bewertung). Es spiegelt die Gesamtkosten des Eigentumsrechts wider.
Die Kosten sind nicht ausschließlich auf den Konsumenten selbst bezogen, sondern können aus der individuellen Betrachtung heraus weitere Aspekte berücksichtigen. Die individuelle Gesamtbetrachtung der Kosten durch den Konsumenten beeinflusst dessen Kaufentscheidung.

### (Communication) Kommunikation
Im Vergleich zur klassischen Markenwerbung ist eine Kommunikation gegenüber dem Konsumenten erforderlich. Ziel sollte sein, mit dem Konsumenten in einen Dialog zu treten und dessen Wahrnehmung von Marke, Produkt oder Dienstleistung positiv aufzuladen, so dass diese auch positiv in die Kaufentscheidung einfließt.
Kommunikation umfasst in diesem Sinne jede Form der Kommunikation zwischen dem Unternehmen und dem Verbraucher, einschließlich aller klassischen Werbungs- bzw. Kommunikationskanäle.

### (Convenience) Bequemlichkeit
Im Zeitalter des Internets, der Kataloge, der Kreditkarten und Kopfhörer sind Konsumenten weder räumlich noch zeitlich beschränkt, um ein Wollen oder ein Bedürfnis zu befriedigen. Diese Möglichkeiten will der Konsument entsprechend nutzen, um die Produkte und Dienstleistungen auf dem für ihn bequemsten Weg zu finden und zu kaufen.

## Die weiteren „Ps“ (2006)
Da seit der Etablierung des klassischen Marketing-Mix verschiedene Fokussierungen auf spezielle Managementformen modern geworden sind, hat sich auch der Marketing-Mix weiterentwickelt. Einige dieser Strömungen wurden in verschiedenen Branchen beibehalten, zum Teil außerhalb der Begriffshoheit des Marketings, zum Teil als integriertes Modell. Ursprünglich wurden die 4Ps auf 7Ps erweitert und repräsentieren gegenwärtig 10Ps im Rahmen der Komponenten.
In den 1970ern wurde insbesondere der Preispolitik breiter Raum zugestanden. Später folgte der Ansatz des „Shareholder-Value“, der inzwischen in der wissenschaftlichen Literatur von einer eher ganzheitlichen Betrachtung sämtlicher berechtigter Interessenten abgelöst wurde. Derzeit (Stand 2006) ist eine Tendenz zur Etablierung individueller „Balanced Scorecards“ zur marktfähigen Leitung von Unternehmen zu erkennen. Speziell für den Dienstleistungsbereich wurden drei zusätzliche „Service-Ps“ hinzugefügt. Dabei handelt es sich um process, people und physical evidence.
Solche Modelle enthalten neben den klassischen Funktionen des Marketing-Mix weitere Ps:
- Processes – siehe Prozessmanagement
- Packaging – siehe Verpackung
- Personnel, People oder Persons – siehe Personalpolitik
- Politics – siehe Interessenvertretung in der Politik
- Physics – siehe Unternehmensidentität
- Physical Evidence – (Ladengestaltung usw.)
- Personal Politics
- Physical Facilities – Ausstattungspolitik (z. B. physische Ausstattung des Gebäudes, der  Rezeption usw.)
- Public Voice – das Erscheinen in „Blogs“, „Communities“ und durch Multiplikatoren
- Product Positioning – siehe Positionierung (Marketing)
- Pamper – die Fokussierung auf das Wohlfühlerlebnis von (Bestands-)Kunden. Die Untersuchungen von Reichheld/Sasser haben die Rentabilität einer langen Kundenbeziehung aufgezeigt.[20]